# Poste restante
Poste restante (PR) (fr. "kvarliggande post"), inom postväsendet den internationella termen, fastställd av UPU, för att en försändelse skall avhämtas på postkontoret. 
Poste restante anges som utdelningsadress på försändelsen. Olika länder har olika regler för hur lång tid en försändelse adresserad till Poste restante ligger kvar på adresspostkontoret innan den återsändes till avsändaren. I Sverige är liggetiden 30 dagar för brev utan spårning om inte annat anges på försändelsen. För brevtjänster med spårning och pakettjänster gäller tjänstens liggetid, normalt 7 dagar, men med möjlighet till förlängning upp till 14 dagar antingen vid beställning eller via mobilnummer knutet till försändelsen. 
I samband med att Posten överflyttade huvuddelen av sina kontor till externa partners under början av 2000-talet begränsades antalet kontor med Poste Restante kraftigt till 83 stycken.

## Adressering till Poste restante i Sverige[3]
Förnamn Efternamn

Poste Restante

Postnummer Postort

## Fotnoter
1. ↑  ”Villkorsändringar 1 januari 2021”. www.postnord.se. Arkiverad från originalet den 2 juni 2021. https://web.archive.org/web/20210602214400/https://www.postnord.se/skicka-forsandelser/priser-och-villkor/villkorsandringar. Läst 1 juni 2021.
2. ↑  ”PostNord sänker tiden hos ombudet till 7 dagar”. Ehandel.se. 23 november 2020. https://www.ehandel.se/postnord-sanker-tiden-hos-ombudet-till-7-dagar. Läst 1 juni 2021.
3. ↑  ”Poste Restante | PostNord”. Arkiverad från originalet den 7 juli 2018. https://web.archive.org/web/20180707054346/https://www.postnord.se/ta-emot/hantera-post/poste-restante. Läst 28 augusti 2018.